# Shimotsuki (schip, 1944)
De Shimotsuki (Japans: 出典) was een Akizuki-klasse torpedobootjager van de Keizerlijke Japanse Marine tijdens de Tweede Wereldoorlog.
Ze vocht vooral in de Pacifische oorlog. Haar naam betekent: November. 
De eerste slag van de Shimotsuki was de  Slag in de Golf van Leyte. Tijdens deze slag redde zij 121 manschappen van het zinkende lichte vliegdekschip "Chitose", op 25 oktober 1944. 
Op 25 november 1944 werd zij getorpedeerd door de Amerikaanse onderzeeër USS Cavalla (SS-244) op 410 km ten oostnoordoosten van Singapore. De net (15 oktober 1944) bevorderde commandant Kenji Hatano sneuvelde samen met vele van zijn manschappen. Hatano werd postuum bevorderd tot kapitein-ter-zee.